# Zoilos (artista)
Zoilos (grec antic: Ζώιλος; llatí: Zoilus) fou l'autor de diverses medalles i monedes per al rei Perseu de Macedònia, en les quals el seu nom hi va quedar gravat de manera que no admet dubte la seva autoria. Són considerats treballs notables.